# Dopamina
La dopamina és un neurotransmissor present en una gran varietat d'animals, tant vertebrats com invertebrats. Al cervell, aquesta fenitilamina funciona com a neurotransmissor que activa cinc tipus de receptors (D1, D2, D3, D4, D5) i les seves variants.
És produïda en diverses àrees del cervell, sobretot a la substància grisa i a l'àrea ventral tegmental. A part, també és una neurohormona relacionada amb l'hipotàlem, la funció principal de la qual és inhibir l'alliberament de prolactina de l'adenohipòfisi.
La dopamina pot ser subministrada com a medicament que actua sobre el sistema nerviós simpàtic, provocant un conjunt d'efectes tals com l'augment de la pressió sanguínia o de les pulsacions. Tot i això, com que la dopamina no pot passar directament de la sang al sistema nerviós central, presa com a droga no l'afecta directament.
Per augmentar la quantitat de dopamina en el cervell dels pacients que pateixen la malaltia de Parkinson o la distonia en la resposta a dopa, es pot utilitzar L-DOPA, la qual, com que és un precursor de la dopamina, pot travessar les membranes entre la sang i el cervell i així actuar.

## Història
Les funcions de neurotransmissor de la dopamina van ser descobertes el 1958 per Arvid Carlsson i Nils-Ake Hillarp al Laboratory for Chemical Pharmacology of the National Heart Institute of Sweden. El terme «dopamina» li va ser donat perquè era una monoamina, i el seu precursor sintètic era la 3,4-dihidroxifenilalanina (L-DOPA).
Arvid Carlsson va ser guardonat el 2000 amb el premi Nobel de Psicologia i Medicina per haver demostrat que la dopamina no era només un precursor de la norepinefrina (noradrenalina) i l'epinefrina (adrenalina), sinó que també era un neurotransmissor en si.
La dopamina va ser sintetitzada per primer cop el 1910 per George Barger i James Ewens al Wellcome Laboratories de Londres.

## Bioquímica

Biosíntesi de la dopamina

Biodegradació de la dopamina

### Nom i família
La fórmula química de la dopamina és C6H3(OH)2-CH2-CH2-NH2, i el seu nom és 4-(2-aminoetil)benze-1,2-diol. La forma abreviada n'és DA.
Com que és del gènere de les catecolamines, la dopamina és precursora de la norepinefrina (noradrenalina) i l'epinefrina (adrenalina) a les vies de biosíntesi d'aquests neurotransmissors.

### Biosíntesi
Se sintetitza al propi cos, principalment al teixit nerviós, a la medul·la espinal i a les glàndules suprarenals. Primer de tot, s'hidroxilen els aminoàcids L-tirosina a L-DOPA amb l'enzim tirosina 3-monooxigenasa (anomenada també tirosina hidroxilasa). Després, la L-DOPA pateix una descarboxilació que porta a terme la L-aminoàcid aromàtic descarboxilasa (en el cas de la dopamina és la dopa descarboxilasa). Llavors, en algunes neurones és transformada a norepinefrina per la dopamina beta-hidroxilasa. A les neurones, la dopamina ja sintetitzada s'emmagatzema en vesícules que seran alliberades a la sinapsi quan el potencial d'acció arribi al final de l'axó (on es troben les vesícules).

### Inactivació i degradació
La dopamina pot ser inactivada per una via de recaptació mitjançada per transportadors. Llavors es degrada per la catecol-O-metil transferasa (COMT) i la monoamina oxidasa (MAO). La dopamina que no ha pogut ser degradada es torna a emmagatzemar en vesícules per ser reutilitzada.

## Funcions al cervell
La dopamina té diverses funcions al cervell que afecten el comportament, el moviment, l'estat anímic, la recompensa, la inhibició d'hormones (prolactina), la son, l'atenció, l'aprenentatge i d'altres.
Les neurones dopaminèrgiques, és a dir, les que utilitzen la dopamina com a neurotransmissor primari, estan situades principalment a l'àrea ventral tegmental del cervell (VTA), a la substància negra i al nucli arcuat de l'hipotàlem.
Hi ha hipòtesis que la dopamina transmet erròniament la predicció d'una sensació de recompensa, tot i que és una idea bastant qüestionada. Segons aquestes hipòtesis, s'observen respostes de les neurones dopaminèrgiques quan apareix una recompensa inesperada. Aquestes respostes es traslladen a l'inici d'un estímul condicionat després de repetits aparellaments amb la recompensa. A més, quan s'omet la recompensa esperada les neurones dopaminèrgiques es deprimeixen. Això ha portat a pensar que les neurones de dopamina codifiquen l'error de predicció dels resultats de recompensa.
Per això, en la nostra vida diària, els éssers vius intentem repetir els comportaments que ens porten a rebre el màxim de recompenses. Per aquest fet, es creu que la dopamina proporciona un senyal per activar l'aprenentatge a diferents parts del cervell responsables de l'adquisició del comportament. La diferència temporal de l'aprenentatge proporciona un model computacional que descriu com el fet que les neurones de dopamina s'equivoquin a l'hora de predir es fa servir com a senyal d'aprenentatge.
El sistema de recompensa dels insectes, més que dopamina, utilitza l'octopamina, la qual sembla homòloga de la norepinefrina. En els insectes la dopamina actua com a senyal de càstig i és necessària per generar una memòria de repulsió.

### Anatomia
Les neurones de dopamina formen un sistema neurotransmissor que s'origina a la substància negra, a l'àrea ventral tegmental (VTA) i a l'hipotàlem. Aquestes neurones escampen els seus axons per les àrees del cervell a través de quatre vies principals:
- Mesocortical
- Mesolímbica
- Nigrostriatal
- Tuberoinfundibular

Aquesta innervació explica molts dels efectes de quan s'activa el sistema de dopamina. Per exemple, la via mesolímbica connecta el VTA amb el nucli accumbens, els quals són elements centrals del sistema de recompensa cerebral.

### Moviment
Mitjançant els receptors de dopamina, del D1 fins al D5, la dopamina redueix la influència de la via indirecta i incrementa les accions de la via directa dins els ganglis basals.
Si se sintetitza poca dopamina, pot arribar a originar-se la malaltia de Parkinson, la qual provoca que els individus perdin el control dels seus moviments i no els puguin realitzar de manera pausada i suau. El blefaroespasme també pot estar associat amb un polimorfisme al receptor de dopamina D5.

### Coneixements i còrtex frontal
Als lòbuls frontals, la dopamina controla el flux d'informació provinent d'altres àrees del cervell. Si hi ha trastorns de la dopamina en aquestes zones del cervell, poden aparèixer diversos problemes en les funcions neurocognitives, com dificultats en la memorització, l'atenció, la capacitat de resoldre problemes, etc. Si hi ha concentracions baixes de dopamina al còrtex prefrontal, hi ha dèficit d'atenció. S'ha trobat que els receptors D1 i D4 són responsables dels efectes cognitius de la dopamina. Això pot ser degut a un augment de la densitat de proteïnes de transport en la membrana plasmàtica, que eliminen la dopamina de la sinapsi massa ràpidament.
Pot passar també al revés, que hi hagi un excés de dopamina. Malgrat tot, hi ha medicaments antipsicòtics que actuen com a antagonistes de la dopamina i s'utilitzen en tractaments dels símptomes positius de l'esquizofrènia. Encara que la majoria dels antipsicòtics actuen sobre els D2, n'hi ha també de més atípics que actuen sobre els D1, D3 i D4.

### Regulació de la secreció de prolactina
La dopamina és el principal inhibidor neuroendocrí de la prolactina (alliberada per la glàndula hipòfisi).
La dopamina que sintetitzen les neurones del nucli arcuat de l'hipotàlem se secreta directament als vasos sanguinis de la regió hipotàlem-hipòfisi. Les cèl·lules lactotropes, sintetitzadores de prolactina, no paren mai de secretar-ne quan hi ha manca de dopamina; la dopamina inhibeix la seva secreció. Per això, entenent la dopamina com a reguladora de la secreció de prolactina, se l'ha anomenat factor d'inhibició de la prolactina (PIF), hormona d'inhibició de la prolactina (PIH) o prolactostatina.

### Motivació i plaer

#### Reforç
La dopamina s'associa sovint al sistema del cervell que proporciona plaer, subministrant sentiments de goig o reforç per motivar les persones a dur a terme determinades accions.
S'allibera sobretot al nucli accumbens i al còrtex prefrontal quan experimentem sensacions de recompensa com el menjar, el sexe, les drogues (generen una secreció de dopamina forçada artificialment) o un estímul neutre que es pugui associar amb aquests.
En estudis nous s'ha indicat que l'agressivitat pot estimular l'alliberament de dopamina. Aquesta teoria ha estat altament discutida quan es parla de drogues com la cocaïna, la nicotina o les amfetamines, les quals porten de manera directa o indirecta a un augment de la concentració de dopamina a la via de recompensa mesolímbica, així com en relació amb les teories neurobiològiques d'addicció química a aquestes substàncies (no addicció psicològica), discutint que la via de la dopamina està alterada de manera patològica en les persones addictes.

#### Inhibició de la recaptació i expulsió
La cocaïna i les amfetamines inhibeixen la recaptació de dopamina, però ho fan amb mecanismes d'acció diferents. La cocaïna bloqueja el transportador de dopamina i inhibeix de manera competitiva la seva captació per augmentar el temps de vida de la dopamina i augmentar els nivells de dopamina fins a un 150%.
Les amfetamines, com la cocaïna, augmenten la concentració de dopamina als espais sinàptics, però per un mecanisme diferent. Les amfetamines tenen una estructura semblant a la dopamina i això els confereix la capacitat de col·locar-se i entrar als botons terminals de les neurones presinàptiques, com si es tractés de molècules de dopamina, mitjançant els transportadors de dopamina i difonent-se en la membrana neural directament. Un cop dins, forcen les molècules de dopamina a sortir de les vesícules on es troben emmagatzemades i les expulsen cap a l'espai sinàptic per fer funcionar a la inversa els transportadors de dopamina.

#### Prominència d'incentius
Alguns investigadors han posat en dubte el paper de la dopamina en l'experimentació del plaer. S'ha dit que està més relacionada amb el sentiment que generen els desitjos anticipats i la motivació (voler fer o voler tenir les coses) que no en el plaer instantani, en viu.

#### Aprenentatge i comportament de cerca de recompensa
Les neurones dopaminèrgiques del mig del cervell són la principal font de dopamina en aquest òrgan. S'ha vist que la dopamina està involucrada en el control dels moviments, la senyalització d'error en la predicció de recompensa, la motivació i l'aprenentatge.
Els nivells de dopamina cerebrals quasi nuls són senyals molt importants de la malaltia de Parkinson. Altres malalties també han estat associades a trastorns amb la dopamina, com ara l'esquizofrènia, l'autisme, les faltes d'atenció per hiperactivitat i l'abús de drogues.
Els comportaments que busquen obtenir recompenses estan molt relacionats amb la dopamina, com el consum i l'addicció.
Recentment, es proposa que els excitadors de les neurones de dopamina són una substància motivacional generada a partir de les anticipacions a recompenses. Aquesta hipòtesi està basada en l'evidència que, quan la recompensa és major que l'esperada, l'excitació en algunes neurones dopaminèrgiques augmenta i com a conseqüència augmenta el desig o la motivació per la recompensa.
Malgrat tot, s'ha trobat que mentre algunes neurones de dopamina reaccionen de la manera esperada, com una neurona de recompensa, altres no ho fan, sinó que sembla que responen com si no s'hagués predit anteriorment.
Els estudis que corroboren aquest fet diuen que les neurones de recompensa es troben sobretot a la regió ventromedial, a la substància negra, i a l'àrea ventral tegmental. Les neurones d'aquestes zones es projecten principalment cap al nucli ventral estriat del cervell, per la qual cosa podria ser que transmetin informació important relacionada amb la recompensa.
Les neurones que no són de recompensa predominen a l'àrea dorsolateral de la substància negra i es projecten cap al dorsal estriat. Aquestes poden estar relacionades amb el comportament d'orientació.
S'ha suggerit que la diferència entre aquests dos tipus de neurones dopaminèrgiques deriva de la seva entrada: els vinculats a les de recompensa tenen l'entrada des del prosencèfal basal, mentre que els relacionats amb les de no-recompensa, des de l'habenula lateral.

#### Estudis amb animals
El paper de la dopamina en la motivació, el desig i el plaer van ser descoberts en estudis amb animals.
Es van fer diferents estudis. En un s'utilitzaven rates a les quals se'ls havia extret fins a un 99% de dopamina del nucli accumbens i el neonucli estriat fent servir 6-hidroxidopamina. Llavors, no podien alimentar-se per elles mateixes i van haver de ser alimentades de manera forçada pels investigadors, que veien si els agradava o no per la seva expressió facial.
Les conclusions de l'estudi foren que una reducció de dopamina no reduïa el plaer de consum de les rates, només el desig d'alimentar-se. En estudis posteriors es va observar que ratolins mutants hiperdopaminèrgics, amb la dopamina incrementada, mostraven més desig però no més gust per recompenses agradables.

#### L'efecte de les drogues que redueixen els nivells de dopamina en humans
S'ha contrastat que, en humans, les drogues que redueixen l'activitat de la dopamina (neurolèptics i antipsicòtics) redueixen la motivació i causen anhedonia (incapacitat d'experimentar plaer). A més, l'ús a llarg termini s'ha associat amb problemes de moviment irreversibles. El pramipexol i el ropinirol són antagonistes selectius de D2/D3 que tenen propietats antianhedòniques limitades, mesurades per la Snaith-Hamilton Pleasure Scale (SHAPS).

#### Transmissió d'opiacis i cànnabis
La transmissió d'opiacis i cànnabis en comptes de dopamina pot modular la consumació del plaer i la palatabilitat dels aliments (gust). Això podria explicar per què el gust pel menjar en els animals és independent de la concentració de dopamina al cervell. La consumació d'altres plaers, però, pot estar més associada a la dopamina. Un estudi va trobar que tant les mesures preventives com la consumació en si de conducta sexual (rates mascles) van ser interrompudes pels antagonistes dels receptors DA. La libido pot ser augmentada pels fàrmacs que afecten la dopamina, però no per les drogues que afecten els pèptids opioides o altres neurotransmissors.

#### Sociabilitat
La sociabilitat està molt lligada a la neurotransmissió de dopamina. Els receptors D2 capten poca dopamina en les persones que pateixen ansietat social. L'esquizofrènia negativa té diverses característiques comunes (retraïment social, apatia, anhedonisme) amb persones que tenen estats hipodopaminèrgics en diverses àrees cerebrals.
En casos de trastorns bipolars, les persones tenen un augment de la dopamina cerebral i per això poden arribar a ser hipersocials o, en algun cas, hipersexuals. Pot controlar-se amb antipsicòtics inhibidors de dopamina.

#### Processament del dolor
La dopamina està molt relacionada amb el processament del dolor en diversos nivells del sistema nerviós central, com ara la medul·la espinal, el PAG, el tàlem, els ganglis basals, el còrtex insular i el còrtex cingular.
En conseqüència, baixos nivells de dopamina s'associen a episodis greus de dolor, com passa en el cas dels malalts de Parkinson. També s'ha demostrat en condicions de dolor com fibromiàlgia, síndrome de cremor de boca i síndrome de cames inquietes.
Com es pot veure, la dopamina té una capacitat analgèsica. Aquesta està relacionada amb l'activació del receptor D2. Tot i això, hi ha casos en què s'activen altres receptors, com el D1 en el PAG.

#### Prominència
La dopamina també pot provocar un augment, una prominència, dels estímuls potencialment importants, com ara les fonts de recompensa o de perill. Aquesta hipòtesi sosté que la dopamina està relacionada amb la presa de decisions, influint en la prioritat, o el nivell de desig, d'aquests estímuls.

#### Desordres en el comportament
Una mala neurotransmissió de dopamina implica un dèficit d'atenció per hiperactivitat. Aquest trastorn es tracta amb medicaments que augmenten la transmissió per via dopamínica. Aquest tractament no cura la malaltia sinó que en pal·lia els símptomes. D'acord amb aquesta hipòtesi, les vies dopaminèrgiques tenen un paper en el control de l'acció inhibitòria i la inhibició de la tendència a dur a terme accions no desitjades.
L'ús a llarg termini de la levodopa en la malaltia de Parkinson s'ha relacionat amb la síndrome de desregulació de la dopamina.

### Inhibició latent i conducció creativa
A la via mesolímbica, la dopamina augmenta l'excitació general i el comportament cap a metes directes i fa disminuir la inhibició latent. Els tres efectes incrementen la creativitat i la generació d'idees. Això ha conduït a un model de tres factors de la creativitat que inclouen els lòbuls frontals, els lòbuls temporals i la dopamina mesolímbica.

### Zona d'activació dels quimioreceptors
Els vòmits i les nàusees estan regulats per la dopamina, entre altres neurotransmissors, i la seva interacció amb la zona d'activació dels quimioreceptors. Si la regulació no funciona, pot ser tractat amb metoclopramida, que actua sobre els D2 generant moviments intestinals (procinètic) i evita les regurgitacions (antiemàtic).

## Relació amb la psicosi
Un excés de la transmissió de dopamina està associada amb episodis de psicosi i esquizofrènia.
L'augment de l'activitat dopaminèrgica, concretament al sistema mesolimbic, és característica dels esquizofrènics. Tant els típics antipsicòtics (actuen sobre D2) com els atípics (sobre D1 i D3) actuen inhibint els receptors de dopamina, bloquejant els efectes dels neuroquímics en forma dosidependent.
La cocaïna i les amfetamines, que poden augmentar més de 10 vegades els nivells de dopamina, poden provocar episodis de psicosi temporals. Per això són proves d'aquesta relació.

## Ús terapèutic
En la malaltia de Parkinson i altres desordres relacionats amb la dopamina s'utilitza com a tractament la levodopa, un precursor de la dopamina. Normalment s'administra conjuntament amb un inhibidor de la descarboxilació perifèrica (DDC, dopa descarboxilasa), així com carbidopa o benserazida. També s'utilitzen inhibidors de la ruta metabòlica alternativa de la dopamina (catecol-O-metil transferasa).

### Efectes perifèrics
La dopamina també té efectes quan s'administra de manera intravenosa fora del sistema nerviós central. La marca de medicaments que fa aquestes preparacions s'anomena "Intropin". D'aquesta forma, els efectes depenen de la dosi.
- Entre 2 i 5 μg/kg/min es consideren dosis renals.[55] En aquests casos de petites dosis, la dopamina s'uneix als receptors D1 i es dilaten els vasos sanguinis, s'incrementa el flux sanguini als ronyons, a la vena mesentèrica (i per tant als intestins) i a les artèries coronàries. Hi ha un efecte diürètic: es passa de 5 ml/kg/hr a 10 ml/kg/hr d'orina.
- Dosis intermèdies, d'entre 5 i 10 μg/kg/min, tenen a més un efecte inotròpic i cronotròpic positiu mitjançant l'augment de l'activació dels receptors beta1. S'utilitzen en pacients que tenen xocs o insuficiències cardíaques per augmentar el ritme cardíac i la pressió arterial. En les dosis més baixes, des de 3 μg/kg/min, aproximadament, la dopamina ja comença a afectar el cor.[56]
- Dosis altes, entre 10 i 20 μg/kg/min, provoquen vasoconstricció i augmenten la resistència vascular sistèmica i la pressió sanguínia a través de l'activació del receptor alfa1, però poden provocar una greu disfunció renal a causa de la contracció dels vasos dels ronyons.

## Dopamina i fruita macada
Les polifenol oxidases (PPO) són una família d'enzims responsables que la fruita es maqui (color marró i tacte tou que prenen les fruites i verdures un cop s'han tallat o colpejat). Aquests enzims utilitzen l'oxigen molecular per oxidar els 1,2 difenols a les seves quinones corresponents.
En els plàtans el substrat principal de les PPO és la dopamina i el producte de la reacció serà la dopamina quinona, que espontàniament oxida altres quinones. Després, aquestes quinones polimeritzen i es condensen amb aminoàcids i proteïnes, de manera que es generen així els pigments marrons coneguts com a melanines. Es creu que aquestes quinones i melanines derivades de la dopamina protegeixen la fruita i els vegetals danyats de la invasió de bacteris o fongs.